# Богданы (Курганская область)
Богданы — деревня в Петуховском районе Курганской области. Входит в состав Стрелецкого сельсовета.

## История
До 1917 года входила в состав Теплодубровской волости Ишимского уезда Тобольской губернии. По данным на 1926 год деревня Богдановичи состояла из 210 хозяйств. В административном отношении являлось центром Богдановичского сельсовета Петуховского района Ишимского округа Уральской области.

## Население
| 1989 | 2002 | 2010 |
| ---- | ---- | ---- |
| 297  | ↘203 | ↘138 |

По данным переписи 1926 года в деревне проживало 1083 человек (517 мужчин и 566 женщин), в том числе: украинцы составляли 75 % населения, русские — 25 %.